# Cái (Đồng Nai)
De Cái (Vietnamees: Sông Cái) is een meander, zijrivier en aftakking van de Đồng Nai in de provincie Đồng Nai. De rivier stroomt in het gebied, waar Đông Nam Bộ overgaat in de Mekong-delta, ter hoogte van Ho Chi Minhstad. De meander zorgt ervoor dat Đại Phước verdeeld wordt in drie delen, het vasteland en twee riviereilanden, waarvan Ông Cồn het grootste is. De rivier heeft een lengte van ongeveer 10 kilometer.